# نياسالاند

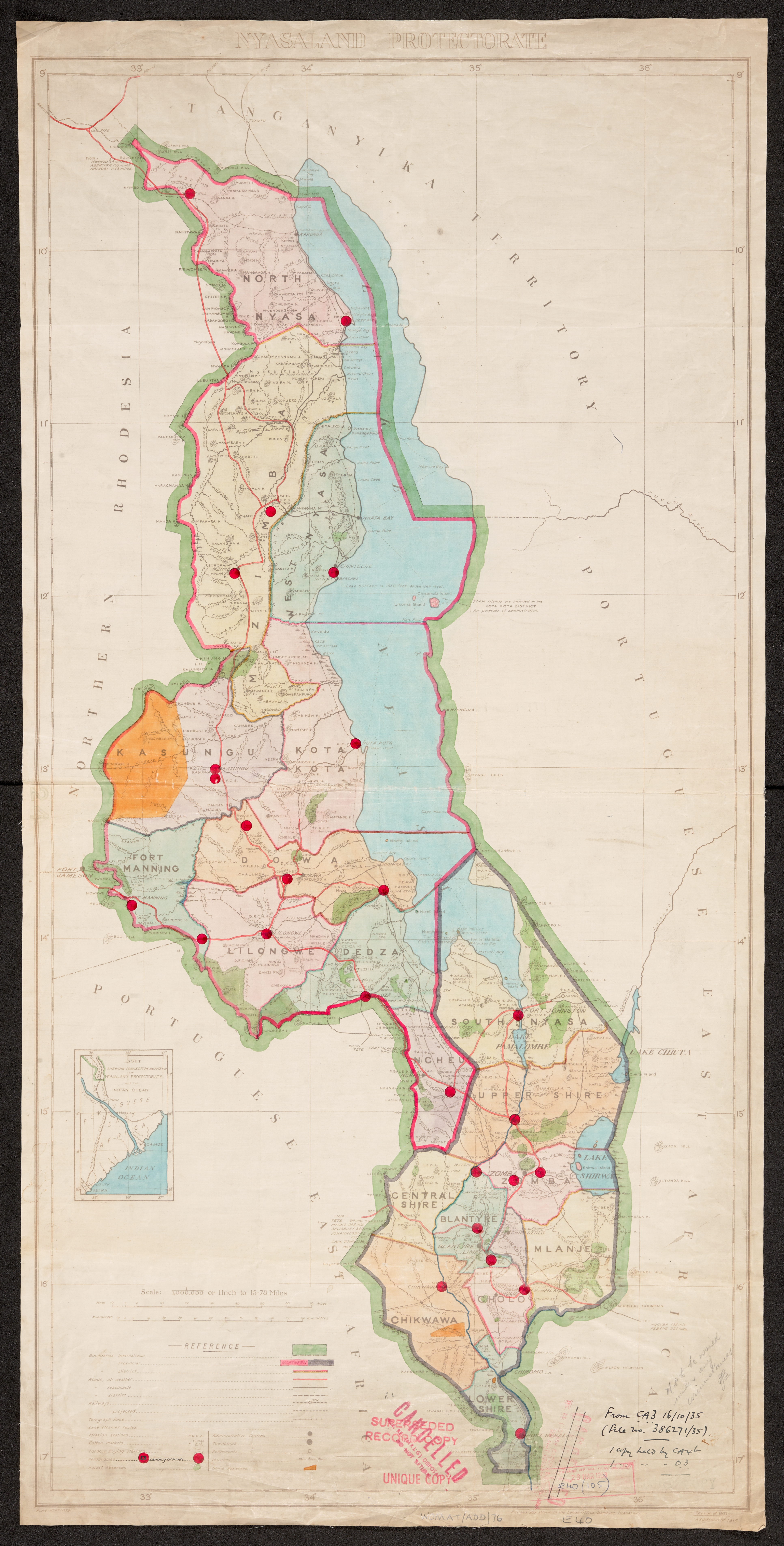
خريطة نياسالاند عام 1935

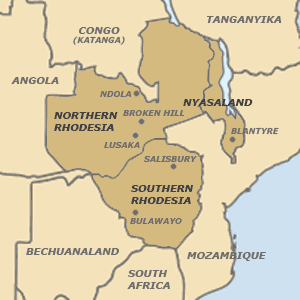
خريطة اتحاد روديسيا ونياسالاند

نياسالاند أو محمية نياسالاند محمية بريطانية تقع في أفريقيا، أُنشئت عام 1907 عندما غيّرت المحمية البريطانية المركزية السابقة اسمها. أصبحت تعرف باسم مالاوي منذ عام 1964.
تميّز تاريخ نياسالاند من خلال محاولاتها عديدة للحصول على الاستقلال عن بريطانيا. وبتزايد النخبة الأفريقية ممن درسوا في أوروبا والولايات المتحدة أصبح لهم صوت أكثر وقوة ونشاط سياسي قوي - أولاً من خلال الجمعيات، وبعد عام 1944، من خلال كونغرس نياسالاند الأفريقي (NAC).

## التاريخ
اكتشف لفنجستون بحيرة نياسا في سبتمبر عام 1859، فوصفها بأنها أراضي خصبة في وسط أفريقيا تغطيها الخضرة والغابات، وأكّد أنه على الرغم من التواجد البرتغالي في ساحل شرق أفريقيا، إلّا أنها لم تصل إلى هذه المناطق، وظلت تجهلها حتى وصوله اليها، وذلك لأنها لم تحاول صعود نهر شيريه (1).
وبذلك يمكننا القول أن بعثة لفنجستون فتحت العيون إلى أهمية الجهات الواقعة حول بحيرة نياسا (2).
وبعد اكتشاف لفنجستون لبحيرة نياسا، تدفقت البعثات التنصيرية عليها، خاصة وأن لفنجستون كان عضوا في جمعية لندن للتنصير، وكان لفنجستون متحمسا لنشر الدين المسيحي بين الأفارقة، واعتبر ذلك حسب قوله «واجبه التنصيري» الذي عليه القيام به حتى آخر يوم في حياته، فذكر في كتابه «إن الإنجيل هو الجدير بالحضارة الحديثة» (3).
وفي عام 1861 وصل الأسقف تشارلز ماكنزي إلى جبال شيري بتوجيه من لفنجستون، فقد تبنت الجامعات البريطانية إرسال البعثات خاصة جامعة كامبردج، وبناء على طلب لفنجستون وبتشجيع منه تم إرسال إرسالية الجامعات الأفريقية الوسطى التي عملت في المنطقة، ولكنها سرعان ما فضّلت الانسحاب والعمل في ساحل زنجبار (4). بينما ركّزت إرسالية الكنائس الحرة الاسكتلندية برئاسة جيمس ستيوارت العمل في نياسا وكان طالبا في جامعة أدنبره، خطط للقيام ببعثة إلى الزمبيزي، وقضى عدة أشهر يكتشف الأراضي الواقعة شرق شيري، ثم عاد إلى أعالي الزمبيزي، ومنها إلى الحدود الشرقية لمستعمرة الرأس، وقد قدر له بعد وفاة لفنجستون أن يتولى الإشراف على المراكز التنصيرية في وسط أفريقيا، وأن يعود مرة ثانية إلى المنطقة عام 1874 (1).
هذا وقد اتخذ أعضاء البعثات التنصيرية من لفنجستون مركزا لعملهم في جنوب بحيرة نياسا، وأسست ارسالية كنيسة اسكتلندا الرسمية مركزا لها في بلانتير (2).
واجتذبت المنطقة العديد من المنصري، فعمل فيها بارث فرير وكان مكلفا من قبل بالعمل في الصومال عند نهر روفوما، ثم جذبته نياسالاند كما جذبت جيمس ستيوارت من قبل، ومن أشهر الشخصيات التي اهتمت بالمنطقة جون كيرك الذي ذكرنا من قبل أنه رافق لفنجستون في رحلاته لكشف الزمبيزي، ثم رشحه الأخير للعمل في زنجبار، ثم عيّن كيرك قنصلا في زنجبار، وظلّ على صلاته القوية بالبعثات التنصيرية في نياسالاند (3).
وفي عام 1875وصل الدكتور هندرسون من الكيب إلى الزمبيزي بصحبة الدكتور لوز يرافقه الدكتور يونغ ولا جدال أن وجود الأطباء ضمن فريق التنصير قد أدى إلى دفع العملية التصنيرية إلى الأمام، خاصة وأن هؤلاء الأطباء قدموا خدماتهم الصحية لسكان نياسالاند والمناطق الداخية، مما أدى إلى جذب المزيد من المواطنين إليهم، ووكل إلى الدكتور لوز العمل في منطقة الساحل الغربي لبحيرة نياسا، وكان هو المسئول عن محطة رأس ماكلير، واستطاع الدكتور لوز وزوجته إقامة جسور قوية مع القبائل والوطنيين في شمال بنداو وأصبحت له صلاته القوية مع الزعماء المحليين، بل قام بالتعاون مع فريدريك مور بمحاولة اكتشاف الهضبة الداخلية في المنطقة.
وفي عام 1876 عاد جيمس ستيورات إلى نياسا لاستكمال عمله التنصيري، وقال عبارته الشهيرة «نحن ذاهبون للتنصير والتعليم»، وقد تقابل مع الدكتور لوز وتعاون معه على نشر نفوذ البعثات التنصيرية، ثم جاء في نفس العام روبرت أرثنجتون بتكليف من جمعية التنصير في لندن وكان الهدف الرئيسي لبعثته هو فتح الطريق من الساحل نحو بحيرة نياسا.
وهكذا تدفقت البعثات التنصيرية والمنصرين في نياسا، وتم فتح المدارس التي اجتذبت سكان المنطقة، وانتهش مركز لفنجستون التنصيري، كذلك مركز بلانتير، وقدمت هذه المراكز العون للبعثات الكشفية البريطانية، وظلت هذه المراكز على اتصال بالقنصل البريطاني كيرك في زنجبار، وعلى اتصال بالرحالة والمكتشفين، فطالب الرحالة كوتريل الحكومة البريطانية وضع يدها على نياسالاند خوفاً من أطماع البرتغال في المنطقة، وأيّد طلبه هذا الدكتور يونغ.
ولعل أبلغ دليل على اقتناع المنصرين بدورهم لخدمة أهداف دولهم ما ذكره فان شوماكير «أننا هنا فقط من أجل مساعدة الرسميين من الحكومة البريطانية في السيطرة على الوطنيين وإعدادهم ليكونوا شعبا من الخدم» (3).
وفي نياسالاند تحولت الإرساليات إلى أجهزة إدارية حاكمة، وثمة ملاحظة تجدر الإشارة اليها، وهي أن مراكز التنصير اجتذبت أعداد غفيرة من اللاجئين الوطنيين، والتي أقبلت على اعتناق المسيحية مقابل الطعام والمأوى، وبذلك دخلت هذه البعثات الدينية في الصراع الإداري والقبلي الدائر وترتب على ذلك أن وجدت هذه البعثات أن من الصعب أن تستمر في مباشرة نشاطها دون تدعيم إداري من وطن يحميها ويوفر لها حاجاتها الاقتصادية الاساسية، واستجابة لهذا المطلب قامت جماعة من التجار وبنائي السفن في ميناء جلاسجو بتشكيل أول تنظيم تجاري عام 1878 عرف باسم شركة البحيرات الأفريقية. بقصد مساعدة الإرساليات على استئناف مهامها وتزويدها بالسلع الضرورية، وتدعيمها في الوقت نفسه بتشجيع التجارة المشروعة، وبدأت تلك الشركة تحاول جاهدة الاتصال بالقبائل للمتجارة معها ثم وسعت نشاطها التجاري في الطرف الشمالي لبحيرة نياسا (1).
وكوّنت الشركة قوة بوليسية تحت رئاسة فريدريك لوجارد بحجة منع ومحاربة تجارة الرقيق، وأنشأت عدة محطات تجارية حول بحيرة نياسا، كما ربطت طريقا بريا يربط البحيرة ببحيرة تنجانيقا، وأسدت الشركة وقواتها البوليسية خدمات جليلة للبعثات التنصيرية ولرواد الاستعمار خاصة هاري جونسون وغيره ممن كانوا يمهدون للاستعمار البريطاني في المنطقة (2). ونجحت الشركة في فتح طريق من الزمبيزي إلى شيريه في نياسالاند ومنها إلى تنجانيقا، أي ربطت المناطق الداخلية بالساحل، وكان جوزيف تومسون عام 1879 هو أول من عبر هذه المناطق، ووضع مؤلفا دون فيه خبرته بالمنطقة (3).
وفي عام 1886 عيّن الكابتن فوت قنصلا في نياسالاند، وكان يعمل ضابطا في شرق أفريقيأ، وكانت مهمته الرئيسية هي محاربة تجارة الرقيق، وقد أسرعت البعثات التنصيرية بتقديم العون له، خاصة مبركز لفنجستونيا وشركة البحيرات (4).
أدى هذا النشاط التنصيري والكشفي والتجاري في نياسالاند إلى اصطدام البريطانيين مع الزعيم الوطني مولزي وكان قد نصّب نفسه سلطانا (1887-1889) في نياسالاند، وقد ساعده تدخل البريطانيين الأجانب في منطقة نفوذه وكانت له صلاته الوطيدة مع التجار العرب على الساحل، وقد أدى ذلك إلى اصطدامه مع البريطانيين على التدخل وبسط سيطرتها على المنطقة، بحجة حماية التجارة الشرعية واقصاء العرب من المناطق الداخلية (5).
وتزايدت أهمية نياسالاند، وبدأت البرتغال تتطلع لمد نفوذها عليها، وبدأت تتحوف من نشاط البعثات التنصيرية، خاصة وأن مركز لفنجستونيا لم يعد المركز الوحيد للتنصير، وإنما ذاعت شهرة مركز بلانتير الذي عمل فيه دون ماكدونالد ثم جيمس ستيوارت وغيرهم من المنصرين التابعين لإرسالية الكنيسة الاسكتلندية الرسمية، كذلك نظرت ألمانيا بعين الحقد إلى النشاط البريطاني التنصيري في نياسالاند، خاصة وأن الشائعات انطلقت تفيد بوجود الذهب أيضا في المنطقة، وأكد الألماني كارل موخ وجود مناجم الذهب فيها (1).
وفي الواقع لم يتحمس اللورد سالسبري في بداية الأمر لنداءات أعضاء البعثات التنصيرية في بلانتير ولفنجستونيا، والتي تلخصت في إعلان الحماية البريطانية على المنطقة، ورفض سلسبري فكرة إرسال قوة عسكرية لمساندة البعثات، ولكن تحت ضغط جماعية الإنسانيين وضغط البرلمان البريطاني والصحف البريطانية، فرضت بريطانيا حمايتها على نياسالاند (2) في عام 1891، وعيّن جونستون أول مندوب للتاج في نياسالاند، وكان من المتوقع أن يشعر سيسل رودس بالإحباط بسبب خروج نياسلاند من دائرة نفوذ الشركة وتبعيتها مباشرة للتاج البريطاني (3).
وهكذا دفعت البعثات التنصيرية في نياسالاند الحكومة البريطانية لوضع يدها على المنطقة، ولكن رغم كتابات الأوروبيين المتعددة والتي تلخصت في تمجيد دور المراكز التي أقامتها البعثات إلّا أن أفرادها تورطوا في العديد من المشاكل خاصة في المنازعات بين القبائل المحلية، كذلك كان الأمر لا يخلو من منازعات بين أفراد هذه البعثات والزعماء الوطنيين، كما حدث مع البعثة الاسكتلندية التي عمل معها فنويك وكان فنانا ورساما، اختلف مع أحد الزعماء المحليين ويدعى تشيباتولا وكان يحكم رافد من روافد أنهار أيو، وتناول الاثنان الخمر وسكرا ثم اختلفا فقام فنويد بقتله، ولذلك عندما وصل الكابتن فوت إلى المنطقة وتولى مهام مصبه، حرص على إرضاء شيكوزي وإصلاح العلاقات معه، ولذلك نلمس أن ما قيل من دعاية حول عمل هؤلاء المنصرين وتلقيبهم بالرواد والشهداء أمرا مبالغا فيه (1).
وكانت المرحلة التالية بعد وضع يد بريطنيا على نياسالاند بفضل نشاط البعثات التنصيرية هو التخلص من التجار العرب الذين توغلوا من سواحل شرق أفريقيا إلى نياسالاند وشمال الزمبيزي، فقد لعب هؤلاء التجار دورا هاما في الوساطة بين البرتغال على الساحل وسكان المناطق الداخلية، وأسسوا المراكز التجارية في سنا وتيتي وكيليمان جنوب نياسالاند (2).
وعندما ازداد نفوذ آل بوسعيد في ساحل زنجبار بفضل نشاط سعيد بن سلطان، ذلك النشاط الذي ٱسفر في نهاية الأمر على السيطرة على هذا الساحل، ونقل العاصمة إلى زنجبار، ازداد التوغل العربي في المناطق الداخلية، وأقيمت المحطات التجارية في داخل أفريقيا، فقد أدرك سعيد بن سلطان أهمية منتجات أفريقيا الداخلية بعد أن تزايد الطلب الأوروبي عليها، ولذلك تم تنظيم عدة طرق تجارية تربط المناطق الساحلية بأفريقيا الداخلية عبر أوجيجي وبحيرة تنجانيقا، ومن هذه المحطات التجارية توغل العرب إلى شمال زامبيا (روديسيا الشمالية)، كذلك في كوتاكوتا عبر بحيرة نياسا، هذا وقد التقى لفنجستون خلال رحلته الاستكشافية بهؤلاء التجار، ونبه في كتاباته إلى خطورة تواجدهم، وذلك لتزايد حجم تجارتهم ونفوذهم وصلاتهم ببعض القبائل الأفريقية (3).
ويمكننا القول أن أهم الطرق التجارية التي ربطت المناطق الساحلية بالداخل وتاجر العرب منها، الطريق الأول وهو الطريق الشمالي من ممباسا ومالندي إلى هضبة البحيرات، والطريق الأوسط ويبدأ من الموانئ المواجهة لزنبجار ويوجمايو فرع جنوبي غربي إلى أوجيجي وحوض الكونغو، أما الطريق الجنوبي فيبدأ من كلوة وجنوب تنزانيا الحالية وشمال موزمبيق إلى بحيرة نياسا (1).
ومن أشهر القبائل والجماعات التي كانت لها صلاتها مع العرب، قبائل اليكي في كاتنجا، وقد كان لزعميها ميسيدي نفوذا كبيرا في المنطقة، واشتهر بتجارة العاج والرقيق، وقد امتد نشاطه التجاري في نياسلاند وشمال روديسيا، وتعاون مع العرب للتجارة في هذه المناطق، خاصة مع قبائل النجوني والبمبا، وظلت امبراطوريته التجارية قائمة في الكونغو حتى قضى عليها الاستعمار البلجيكي في المنطقة (2).
كذلك اشتهر من التجار العرب حميد بن حمد المرجبي الملقب بتيبوتيب، ويرجع إليه الفضل في توطيد النفوذ العربي في الكونغو، وأقام دولته في شرق البلاد فكانت بمثابة جزيرة محمدية وسط البعثات التنصيرية، على حد وصف ريتشارد هول، والتي استمرت لمدة سبعين عاما (3)، وقد هادنتها بلجكيا في بداية الأمر، نظراً لتعاظم نفوذ تيبوتيب، والذي اتخذ من كسونجا عاصمة لدولته، ولذلك اضطرت بلجيكا أو دولة الكونغو الحرة إلى الاعتراف بسيطرته على الإقليم الشرقي من الكونغو ومنحته راتبا شهريا، على أن يعمل على استتباب الأمن في المنطقة (4).
ولكن عندما دعم الملك ليوبولد الثاني نفوذه في دولة الكونغو الحرة بدأ يتطلع للقضاء على الزعيم العربي، فبدأت في إرسال الحملات ضده، فتم إرسال حملة بقيادة دين والتي انتهت بالفشل الذريع، وحقق العرب انتصارات كبيرة عام 1889، ولذلك تم إرسال حملة ثانية عام 1891 بقيادة هوديستر وحملة ثالثة بقيادة دانيس عام 1893 وحملة فان كركهوفن (5)، واشتعلت الحرب بين العرب والحملات البلجيكية، والتي انتهت بانتصار بلجيكا، واضطر تيوتيب إلى الانسحاب إلى ساحل زنجبار خاصة بعد أن أصابه المرض وقتل ابنه سيفو (1).
والذي يهمنا من نشاط تيبوتيب في الكونغو أنه مد نشاطه التجاري إلى مناطق نياسالاند وأراضي الباروتسي ، ووطد علاقاته التجارية مع القبائل في هذه المناطق، ولا سيما قبائل البمبا، وزعمائها، فوصل نفوذ هذه الدولة العربية من الكونغو وحتى مناطق أفريقيا الوسطى الجنوبية، ولعبت الوساطة لنقل متاجر هذه المناطق إلى السواحل الأفريقية (2).
وبذلك نلمس تخوف الأوروبيين من النشاط العربي الذي حذر منه المكتشف البريطاني لفنجستون، ودعا بلاده لتدعيم سيطرتها على المنطقة واستبعاد النفوذ العربي، وعندما دعمت بريطانيا بالفعل سيطرتها على نياسالاند حرصت على القضاء على التجار العرب في هذه المناطق بحجة مكافحة تجارة الرقيق، كذلك التقت مصالح بريطانيا وأهدافها مع الملك ليوبولد الثاني ملك بلجيكا والذي أراد بدوره التخلص من التواجد العربي بدولة الكونغو الحرة.
وهكذا لم تقترب نهاية القرن التاسع عشر حتى كانت جحافل التنصير قد قطعت في أفريقيا شوطا كبيرا وتوغلت في قلب القارة، وساهمت هذه البعثات في بسط الحماية البريطانية، وقد تعمد المنصرون التظاهر بالتعاون مع الوطنيين كأطباء أو رجال تعليم وتدرجوا لنشر مذهبهم ونشر نفوذ دولتهم بريطنيا التي ينتمون اليها.
يتضح لنا مما سبق تعدد الإرساليات في المنطقة وكانت جمعية الإرساليات إلى أفريقيا والتي تأسست في عام 1799 من أول الهيئات التي اهتمت بالتنصير في شرق أفريقيا، تلاها جمعية لندن التنصيرية والتي تأسس عام 1895، وبدأت عمليتها في الشرق الأقصى، ثم اتجهت إلى جنوب أفريقيا ، وركزت عملها في أراضي الميتابلي والماشونا، ومن أشهر أعضائها لفنجستون، أما إرسالية الجامعات إلى أفريقيا الوسطى فقد عملت في أعالي نهر شيريه في نياسالاند برئاسة الأسقف ماكنزي، ولكنها آثرت الانسحاب إلى زنجبار وتركيز العمل فيها منذ عام 1863، هذا بينما أسست إرسالية الكنائس الحرة الاسكتلندية مركزا هاما في لفنجستونيا بفضل نشاط جيمس ستيوارت ، كما أسست ارسالية كنيسة اسكتلندا الرسمية، مركزا في بلانتير في بحيرة نياسا، وقد لعبت كل هذه البعثات دورا هاما وخطيراً في محاربة الإسلام والمسلمين.

## تاريخ تطور محمية نياسالاند

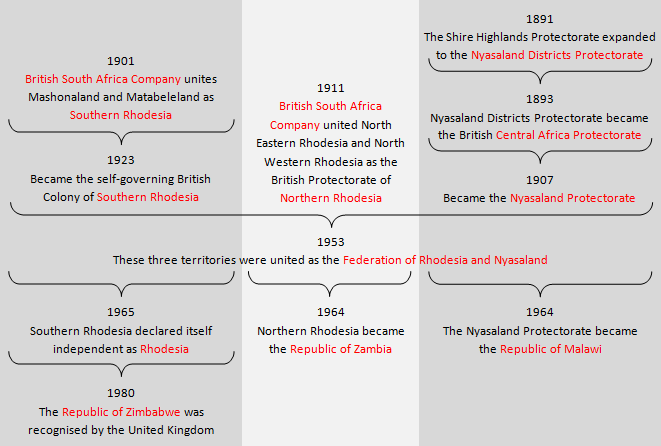
تطور محمية نياسالاند

From 1953 to 1964 Nyasaland was united with رودسيا الشمالية and روديسيا الجنوبية in the اتحاد رودسيا ونياسلاند.

## قائمة حكام نياسالاند
- السير وليام هنري مانينغ: تشرين الثاني (أوكتوبر) 1907 – 1 أيار (مايو) 1908
- السير ألفريد شارب: 1 أيار (مايو) 1908 – 1 نيسان (أبريل) 1910
- فرانسيس بارو بيرس: 1 نيسان (أبريل) 1910 – 4 تموز (يوليو) 1910
- هنري ريتشارد ويلز: 4 تموز (يوليو) 1910 – 6 شباط (فبراير) 1911
- السير وليام هنري مانينغ: 6 شباط (فبراير) 1911 – 23 أيلول (سبتمبر) 1913
- جورج سميث: 23 أيلول (سبتمبر) 1913 – 12 نيسان (أبريل) 1923
- ريتشارد سيمز دونكين رانكاين: 12 نيسان (أبريل) 1923 – 27 آذار (مارس) 1924
- السير تشارلز كالفيرت بورينغ: 27 آذار (مارس) 1924 – 30 أيار (مايو) 1929
- ولفريد بينيت دافيدسون-هيوستن: 30 أيار (مايو) 1929 – 7 تشرين الثاني (نوفمبر) 1929
- شينتون وايتليغ توماس: 7 تشرين الثاني (نوفمبر) 1929 – 22 تشرين الثاني (نوفمبر) 1932
- السير هيربرت وينثروب يونغ: 22 تشرين الثاني (نوفمبر) 1932 – 9 نيسان (أبريل) 1934
- كينيث لامبيرت هول: 9 نيسان (أبريل) 1934 – 21 أيلول (سبتمبر) 1934
- السير هارولد باكستير كيتيرماستر: 21 أيلول (سبتمبر) 1934 – 20 آذار (مارس) 1939
- السير هنري سي دي كليفلاند ماكنزي-كينيدي: 20 آذار (مارس) 1939 – 8 آب (أغسطس) 1942
- السير إدموند تشارلز سميث ريتشاردز: 8 آب (أغسطس) 1942 – 27 آذار (مارس) 1947
- جيفري فرانسيس كولبت: 30 آذار (مارس) 1948 – 10 نيسان (أبريل) 1956
- السير روبرت بيرسيفال آرميتاج: 10 نيسان (أبريل) 1956 – 10 نيسان (أبريل) 1961
- السير غلين سمولوود جونز: 10 نيسان (أبريل) 1961 – 6 تموز (يوليو) 1964